# Emily Coutts
Emily Coutts (nacida el 4 de julio de 1989) es una actriz, productora, directora y guionista canadiense. Es conocida por interpretar a Keyla Detmer, una oficial de puente, en la serie de Paramount+ Star Trek: Discovery.
Coutts, graduada del programa de teatro de la Universidad de York, ha escrito, producido y protagonizado varios cortometrajes y largometrajes independientes. También apareció en una serie web que coescribió y coprodujo, titulada Beattie & Mae, junto a Melanie Leishman.

## Vida personal
Coutts salió del armario como lesbiana en 2019. En agosto de 2020, anunció su compromiso con su novia, la productora Lexy Altman.

## Filmografía

### Cine
| Año  | Título                      | Papel  | Notas                                                              |
| ---- | --------------------------- | ------ | ------------------------------------------------------------------ |
| 2011 | The Bright Side of the Moon | Anchor |                                                                    |
| 2015 | Barn Wedding                | Emma   | También productora y escritora                                     |
| 2015 | La cumbre escarlata         | Eunice |                                                                    |
| 2015 | As I Like Her               | Liz    | Cortometraje                                                       |
| 2015 | Satisfaction                | Kat    | Cortometraje                                                       |
| 2016 | Can't Close a Painted Eye   | Maria  | Cortometraje                                                       |
| 2016 | 3-Way (Not Calling)         | Gina   | Cortometraje                                                       |
| 2016 | Cherry                      | Sam    | Cortometraje                                                       |
| 2017 | Come Back                   | Ella   | Cortometraje                                                       |
| 2019 | Barbara-Anne                | Andi   | Cortometraje                                                       |
| 2019 | Goliath                     | Jenna  | [ 1 ]                                                              |
| 2020 | Eros                        | Caz    | Cortometraje                                                       |
| 2020 | Hazy Little Thing           | Karen  |                                                                    |
| 2020 | Dear Jesus                  | Eileen | Cortometraje; también productora, productora ejecutiva y guionista |
| 2023 | They Choose You             |        | Cortometraje; directora, productora y guionista                    |

### Televisión
| Year      | Title                     | Role                                       | Notes                                                  |
| --------- | ------------------------- | ------------------------------------------ | ------------------------------------------------------ |
| 2012      | The L.A. Complex          | Recepcionista del show de Paul F. Tompkins | Episodio: "Vacancy"                                    |
| 2012      | Transporter: The Series   | Cherisse                                   | Episodio: "Payback"                                    |
| 2013      | The Next Step             | Camarera                                   | Episodio: "Bad Moon Rising"                            |
| 2013      | Los misterios de Murdoch  | Typist                                     | Episodio: "The Ghost of Queen's Park "                 |
| 2014      | Best Christmas Party Ever | Natalie                                    | Película para TV                                       |
| 2016      | The Girlfriend Experience | Monica                                     | Episodio: "Available"                                  |
| 2016      | Dark Matter               | Sylvia                                     | Episodio: "We Were Family"                             |
| 2017      | Los misterios de Murdoch  | Camilla Morse                              | Episodio: "Hot Wheels of Thunder"                      |
| 2017–2024 | Star Trek: Discovery      | Keyla Detmer                               | Recurrente                                             |
| 2018      | Designated Survivor       | Kaitlin Corday                             | Episodio: "Bad Reception"                              |
| 2021      | Star Trek: Discovery Logs | Keyla Detmer (voice)                       | Serie de cortos para TV                                |
| 2021      | Clarice                   | Erin                                       | Episodios: "Silence Is Purgatory" & "Motherless Child" |
| 2021      | Glowbies                  | Fifi (voz)                                 | Serie animada                                          |